# Primera División 2004 (Cile)
L'edizione 2004 della Primera División è stata l'74ª edizione del massimo torneo calcistico cileno. Si è svolto nell'arco dell'intero anno solare con la formula dei tornei di Apertura e Clausura, vinti rispettivamente dall'Universidad de Chile (12º titolo) in Apertura e Cobreloa (7º titolo) in Clausura.

## Squadre partecipanti
| Club                 | Città                   | Stadio                             |
| -------------------- | ----------------------- | ---------------------------------- |
| Audax Italiano       | La Florida, Santiago    | Estadio Bicentenario de La Florida |
| Cobreloa             | Calama                  | Estadio Municipal de Calama        |
| Cobresal             | El Salvador             | Estadio El Cobre                   |
| Colo-Colo            | Macul, Santiago         | Estadio Monumental David Arellano  |
| Coquimbo Unido       | Coquimbo                | Estadio Francisco Sánchez Rumoroso |
| Dep. La Serena       | La Serena               | Estadio La Portada                 |
| Dep. Puerto Montt    | Puerto Montt            | Estadio Regional de Chinquihue     |
| Deportes Temuco      | Temuco                  | Estadio Germán Becker              |
| Everton              | Viña del Mar            | Estadio Sausalito                  |
| Huachipato           | Talcahuano              | Estadio CAP                        |
| Palestino            | La Cisterna, Santiago   | Estadio Municipal de La Cisterna   |
| Rangers de Talca     | Talca                   | Estadio Fiscal de Talca            |
| Santiago Wanderers   | Valparaíso              | Estadio Regional Chiledeportes     |
| Unión Española       | Independencia, Santiago | Estadio Santa Laura                |
| Unión San Felipe     | San Felipe              | Estadio Municipal de San Felipe    |
| Universidad Católica | Las Condes, Santiago    | Estadio San Carlos de Apoquindo    |
| Universidad de Chile | Ñuñoa, Santiago         | Estadio Nacional                   |
| Univ. de Concepción  | Concepción              | Estadio Municipal de Concepción    |

## Torneo Apertura
Il torneo di Apertura 2004 è iniziato il 6 febbraio 2004 e si è concluso il 27 giugno con la vittoria dell'Universidad de Chile.

### Classifica finale

#### Grupo A
| Pos. | Squadra          | Pt | G  | V  | N | P  | GF | GS | DR  |
| ---- | ---------------- | -- | -- | -- | - | -- | -- | -- | --- |
| 1    | Colo-Colo        | 33 | 17 | 10 | 3 | 4  | 29 | 25 | 4   |
| 2    | Audax Italiano   | 21 | 17 | 5  | 6 | 6  | 31 | 28 | 3   |
| 3    | Unión San Felipe | 17 | 17 | 4  | 5 | 8  | 15 | 27 | -12 |
| 4    | Cobresal         | 6  | 17 | 1  | 3 | 13 | 19 | 40 | -21 |

#### Grupo B
| Pos. | Squadra                   | Pt | G  | V | N | P  | GF | GS | DR  |
| ---- | ------------------------- | -- | -- | - | - | -- | -- | -- | --- |
| 1    | Universidad de Concepción | 32 | 17 | 9 | 5 | 3  | 37 | 17 | 20  |
| 2    | Deportes Temuco           | 24 | 17 | 7 | 3 | 7  | 24 | 34 | -10 |
| 3    | Rangers                   | 18 | 17 | 5 | 3 | 9  | 21 | 33 | -12 |
| 4    | Deportes La Serena        | 18 | 17 | 5 | 3 | 9  | 32 | 46 | -14 |
| 5    | Palestino                 | 14 | 17 | 4 | 2 | 11 | 34 | 42 | -12 |

#### Grupo C
| Pos. | Squadra              | Pt | G  | V  | N | P  | GF | GS | DR |
| ---- | -------------------- | -- | -- | -- | - | -- | -- | -- | -- |
| 1    | Cobreloa             | 37 | 17 | 11 | 4 | 2  | 39 | 19 | 20 |
| 2    | Coquimbo Unido       | 29 | 17 | 9  | 2 | 6  | 39 | 37 | 2  |
| 3    | Unión Española       | 26 | 17 | 7  | 5 | 5  | 35 | 32 | 3  |
| 4    | Everton              | 21 | 17 | 6  | 3 | 8  | 22 | 25 | -3 |
| 5    | Universidad Católica | 19 | 17 | 6  | 1 | 10 | 29 | 29 | 0  |

#### Grupo D
| Pos. | Squadra               | Pt | G  | V  | N | P | GF | GS | DR |
| ---- | --------------------- | -- | -- | -- | - | - | -- | -- | -- |
| 1    | Santiago Wanderers    | 36 | 17 | 11 | 3 | 3 | 37 | 15 | 22 |
| 2    | Universidad de Chile  | 30 | 17 | 9  | 3 | 5 | 32 | 21 | 12 |
| 3    | Huachipato            | 27 | 17 | 8  | 3 | 6 | 35 | 31 | 4  |
| 4    | Deportes Puerto Montt | 20 | 17 | 5  | 5 | 7 | 27 | 36 | -5 |

## Ripescaggio
| Squadra locale   | Squadra ospite        | globale |
| ---------------- | --------------------- | ------- |
| Rangers          | Deportes Puerto Montt | 3 - 1   |
| Unión San Felipe | Everton               | 2 - 1   |

## Fase a eliminazione diretta
Essi sono stati giocati tra il 15 e 23 maggio del 2004. Le squadre nella tabella sono indicati in base al fattore campo nella gara di andata. In   squadre 'audaci' qualificato per i quarti di finale. Deportes Temuco e Universidad de Chile qualificati per quarti di finale come migliori perdenti. Non avevano obiettivi di business. Se entrambe le squadre vincono una partita golden gol è definito e se l'uguaglianza persiste definito da criminale
| Squadra locale         | Squadra ospite                 | Ida   | Indietro | globale |
| ---------------------- | ------------------------------ | ----- | -------- | ------- |
| Unión San Felipe (16°) | Cobreloa (1º)                  | 0 - 2 | 1 - 2    | 1 - 4   |
| Rangers (14º)          | Santiago Wanderers (2°)        | 1 - 1 | 0 - 3    | 1 - 4   |
| Audax Italiano (11°)   | Colo-Colo (3º)                 | 0 - 1 | 0 - 1    | 0 - 2   |
| Deportes Temuco (10°)  | Universidad de Concepción (4º) | 0 - 1 | 1 - 1    | 1 - 2   |
| Unión Española (8°)    | Universidad de Chile (5º)      | 3 - 1 | 1 - 1    | 4 - 2   |
| Huachipato (7°)        | Coquimbo Unido (6º)            | 3 - 2 | 3 - 0    | 6 - 2   |

## Quarti di finale
Essi sono stati giocati tra il 7 e 13 giugno del 2004. Le squadre nella tabella sono indicati in base al fattore campo nella gara di andata. In   squadre 'audaci' qualificato per le semifinali.
| Squadra locale            | Squadra ospite                 | Ida   | Indietro | globale             |
| ------------------------- | ------------------------------ | ----- | -------- | ------------------- |
| Deportes Temuco (10º)     | Cobreloa (1º)                  | 1 - 1 | 1 - 3    | 2 - 4 gol de visita |
| Unión Española (8º)       | Santiago Wanderers (2°)        | 2 - 1 | 0 - 2    | 2 - 3 1-3 (Penales) |
| Huachipato (7°)           | Colo-Colo (3°)                 | 1 - 1 | 1 - 0    | 2 - 1               |
| Universidad de Chile (5º) | Universidad de Concepción (4º) | 1 - 0 | 1 - 2    | 2 - 2 (g)           |

## Semifinale
Essi sono stati giocati tra il 16 e 20 giugno del 2004. Le squadre nella tabella sono indicati in base al fattore campo nella gara di andata. In  'grassetto'  squadre si sono qualificate per la finale.
| Squadra locale            | Squadra ospite          | Ida   | Indietro | globale   |
| ------------------------- | ----------------------- | ----- | -------- | --------- |
| Huachipato (7º)           | Cobreloa (1º)           | 2 - 2 | 2 - 3    | 4 - 5 (g) |
| Universidad de Chile (5°) | Santiago Wanderers (2°) | 1 - 1 | 2 - 0    | 3 - 1     |

## Finale
| Squadra locale            | Squadra ospite | Ida   | Indietro | globale             |
| ------------------------- | -------------- | ----- | -------- | ------------------- |
| Universidad de Chile (5°) | Cobreloa (1º)  | 0 - 0 | 1 - 1    | 1 - 1 4-2 (Penales) |

### Classifica marcatori
Fonte: 
| Gol |  |  | Giocatore           | Squadra              |
| --- |  |  | ------------------- | -------------------- |
| 23  |  |  | Patricio Galaz      | Cobreloa             |
| 22  |  |  | Jaime Riveros       | Santiago Wanderers   |
| 17  |  |  | Felipe Flores       | Dep. La Serena       |
| 16  |  |  | Héctor Mancilla     | Huachipato           |
| 15  |  |  | Marcelo Corrales    | Coquimbo Unido       |
| 13  |  |  | César Díaz          | Deportes Temuco      |
| 13  |  |  | José Luis Sierra    | Unión Española       |
| 13  |  |  | Diego Rivarola      | Universidad de Chile |
| 11  |  |  | Carlos Reyes        | Audax Italiano       |
| 11  |  |  | Sergio Gioino       | Universidad de Chile |
| 10  |  |  | Cristian Fabbiani   | Palestino            |
| 9   |  |  | Rodrigo Millar      | Huachipato           |
| 8   |  |  | Mario Cáceres       | Univ. de Concepción  |
| 8   |  |  | Jonathan Cisternas  | Cobreloa             |
| 7   |  |  | Juan Pablo Úbeda    | Colo-Colo            |
| 7   |  |  | Marcelo Espina      | Colo-Colo            |
| 7   |  |  | Juan Manuel Lucero  | Coquimbo Unido       |
| 7   |  |  | César Cortés        | Dep. Puerto Montt    |
| 7   |  |  | José Antonio Franco | Santiago Wanderers   |
| 7   |  |  | Pedro González      | Unión Española       |
| 7   |  |  | Sebastián Rozental  | Unión Española       |
| 7   |  |  | Héctor Santibáñez   | Unión San Felipe     |
| 7   |  |  | Marco Olea          | Universidad de Chile |
| 6   |  |  | Humberto Suazo      | Audax Italiano       |
| 6   |  |  | Roberto Castillo    | Palestino            |
| 6   |  |  | Cristian Montecinos | Rangers de Talca     |

## Torneo Clausura
Il torneo di Clausura 2004 è iniziato il 31 luglio 2004 ed è terminato il 19 dicembre con la vittoria del Cobreloa.

### Classifica finale

#### Grupo A
| Pos. | Squadra            | Pt | G  | V | N | P | GF | GS | DR  |
| ---- | ------------------ | -- | -- | - | - | - | -- | -- | --- |
| 1    | Audax Italiano     | 26 | 17 | 7 | 5 | 5 | 33 | 24 | 9   |
| 2    | Cobreloa           | 25 | 17 | 6 | 7 | 4 | 37 | 26 | 11  |
| 3    | Unión Española     | 23 | 17 | 6 | 5 | 6 | 24 | 20 | 4   |
| 4    | Deportes La Serena | 16 | 17 | 4 | 4 | 9 | 23 | 38 | -15 |

#### Grupo B
| Pos. | Squadra               | Pt | G  | V | N | P  | GF | GS | DR  |
| ---- | --------------------- | -- | -- | - | - | -- | -- | -- | --- |
| 1    | Coquimbo Unido        | 18 | 17 | 4 | 6 | 7  | 21 | 26 | -5  |
| 2    | Unión San Felipe      | 18 | 17 | 5 | 6 | 6  | 18 | 25 | -7  |
| 3    | Deportes Puerto Montt | 17 | 17 | 5 | 5 | 7  | 16 | 20 | -4  |
| 4    | Santiago Wanderers    | 14 | 17 | 4 | 2 | 11 | 24 | 36 | -12 |

#### Grupo C
| Pos. | Squadra              | Pt | G  | V | N | P | GF | GS | DR  |
| ---- | -------------------- | -- | -- | - | - | - | -- | -- | --- |
| 1    | Colo-Colo            | 32 | 17 | 9 | 5 | 3 | 28 | 18 | 10  |
| 2    | Universidad de Chile | 30 | 17 | 9 | 6 | 2 | 27 | 14 | 13  |
| 3    | Deportes Temuco      | 21 | 17 | 4 | 9 | 4 | 34 | 36 | 2   |
| 4    | Palestino            | 21 | 17 | 6 | 9 | 8 | 23 | 28 | -5  |
| 5    | Rangers              | 15 | 17 | 3 | 6 | 8 | 19 | 33 | -14 |

#### Grupo D
| Pos. | Squadra                   | Pt | G  | V | N | P | GF | GS | DR |
| ---- | ------------------------- | -- | -- | - | - | - | -- | -- | -- |
| 1    | Universidad Católica      | 32 | 17 | 9 | 5 | 3 | 32 | 19 | 13 |
| 2    | Cobresal                  | 28 | 17 | 8 | 4 | 5 | 32 | 26 | 6  |
| 3    | Universidad de Concepción | 28 | 17 | 8 | 4 | 5 | 22 | 16 | 6  |
| 4    | Everton                   | 22 | 17 | 6 | 4 | 7 | 20 | 26 | -6 |
| 5    | Huachipato                | 20 | 17 | 6 | 2 | 9 | 24 | 26 | -2 |

## Ripescaggio
| Squadra locale        | Squadra ospite | globale |
| --------------------- | -------------- | ------- |
| Deportes Puerto Montt | Everton        | 1 - 2   |

## Fase a eliminazione diretta
Hanno giocato tra 24 e 28 novembre del 2004. Le squadre nella tabella sono indicati in base al fattore campo nella gara di andata. In   squadre 'audaci' qualificato per i quarti di finale. Deportes Temuco e Everton qualificata per quarti di finale come migliori perdenti. Non avevano obiettivi di business.
| Squadra locale         | Squadra ospite                 | Ida   | Indietro | globale            |
| ---------------------- | ------------------------------ | ----- | -------- | ------------------ |
| Unión San Felipe (12°) | Universidad Católica (1º)      | 2 - 2 | 0 - 3    | 2 - 5              |
| Coquimbo Unido (11º)   | Colo-Colo (2º)                 | 3 - 7 | 1 - 4    | 4 - 10             |
| Deportes Temuco (10º)  | Universidad de Chile (3º)      | 2 - 0 | 0 - 2    | 2 - 2 3 - 5 (pen.) |
| Everton (9°)           | Cobresal (4º)                  | 3 - 2 | 0 - 1    | 3 - 3 1 - 3 (pen.) |
| Unión Española (8º)    | Universidad de Concepción (5°) | 0 - 0 | 1 - 1    | 1 - 1 3 - 1 (pen.) |
| Cobreloa (7º)          | Audax Italiano (6º)            | 5 - 2 | 1 - 2    | 6 - 4              |

## Quarti di finale
Essi sono stati giocati tra il 1 e 5 dicembre del 2004. Le squadre nella tabella sono indicati in base al fattore campo nella gara di andata. In   squadre 'audaci' qualificato per le semifinali.
| Squadra locale         | Squadra ospite            | Ida   | Indietro | globale            |
| ---------------------- | ------------------------- | ----- | -------- | ------------------ |
| Deportes Temuco' (10º) | Universidad Católica (1º) | 3 - 1 | 2 - 6    | 5 - 7              |
| Everton (9°)           | Colo-Colo (2º)            | 1 - 3 | 4 - 3    | 5 - 6              |
| Unión Española (8º)    | Universidad de Chile (3º) | 4 - 3 | 2 - 3    | 6 - 6 4 - 2 (pen.) |
| Cobreloa (7º)          | Cobresal (4º)             | 2 - 1 | 2 - 2    | 4 - 3              |

## Semifinale
Essi sono stati giocati tra il 8 e 12 dicembre del 2004. Le squadre nella tabella sono indicati in base al fattore campo nella gara di andata. In  'grassetto'  squadre si sono qualificate per la finale.
| Squadra locale      | Squadra ospite            | Ida   | Indietro | globale            |
| ------------------- | ------------------------- | ----- | -------- | ------------------ |
| Unión Española (8º) | Universidad Católica (1º) | 3 - 1 | 1 - 3    | 4 - 4 4 - 3 (pen.) |
| Cobreloa (7º)       | Colo-Colo (2º)            | 4 - 1 | 1 - 1    | 5 - 2              |

## Finale
| Squadra locale      | Squadra ospite | Ida   | Indietro | globale |
| ------------------- | -------------- | ----- | -------- | ------- |
| Unión Española (8º) | Cobreloa (7º)  | 3 - 1 | 0 - 0    | 3 - 1   |

### Classifica marcatori
Fonte: 
| Gol |  |  | Giocatore            | Squadra              |
| --- |  |  | -------------------- | -------------------- |
| 19  |  |  | Patricio Galaz       | Cobreloa             |
| 17  |  |  | Humberto Suazo       | Audax Italiano       |
| 14  |  |  | César Díaz           | Deportes Temuco      |
| 12  |  |  | Alex Comas           | Dep. La Serena       |
| 12  |  |  | Sergio Gioino        | Universidad de Chile |
| 11  |  |  | Marcelo Corrales     | Coquimbo Unido       |
| 10  |  |  | Daniel Pérez         | Cobreloa             |
| 10  |  |  | José Luis Díaz       | Cobreloa             |
| 10  |  |  | Cristián Canío       | Deportes Temuco      |
| 9   |  |  | Juan Cisternas       | Cobresal             |
| 9   |  |  | Matías Fernández     | Colo-Colo            |
| 9   |  |  | Héctor Suazo         | Everton              |
| 9   |  |  | José Luis Sierra     | Unión Española       |
| 8   |  |  | Juan Quiroga         | Cobresal             |
| 8   |  |  | Miguel Aceval        | Colo-Colo            |
| 8   |  |  | Martín Crossa        | Everton              |
| 8   |  |  | Cristian Fabbiani    | Palestino            |
| 8   |  |  | Pedro González       | Unión Española       |
| 8   |  |  | Jorge Quinteros      | Universidad Católica |
| 8   |  |  | Marco Olea           | Universidad de Chile |
| 7   |  |  | Diego Ruiz           | Cobresal             |
| 7   |  |  | Víctor Hugo Ávalos   | Deportes Temuco      |
| 7   |  |  | Paulo Pérez          | Santiago Wanderers   |
| 7   |  |  | Cristián Álvarez     | Universidad Católica |
| 6   |  |  | Jaime González       | Audax Italiano       |
| 6   |  |  | Héctor Mancilla      | Huachipato           |
| 6   |  |  | Roberto Castillo     | Palestino            |
| 6   |  |  | Rodrigo Soto         | Unión San Felipe     |
| 6   |  |  | Eduardo Rubio        | Universidad Católica |
| 5   |  |  | Álvaro Sarabia       | Dep. Puerto Montt    |
| 5   |  |  | Nicolás Núñez        | Dep. Puerto Montt    |
| 5   |  |  | José Luis Jerez      | Unión Española       |
| 5   |  |  | Joel Estay           | Universidad Católica |
| 5   |  |  | José Luis Villanueva | Universidad Católica |

### Verdetti
- Qualificate alla Coppa Libertadores 2005:

 Universidad de Chile - Campione Torneo Apertura
 Cobreloa - Campione Torneo Clausura
 Colo-Colo